# 1946年國民革命軍戰鬥序列

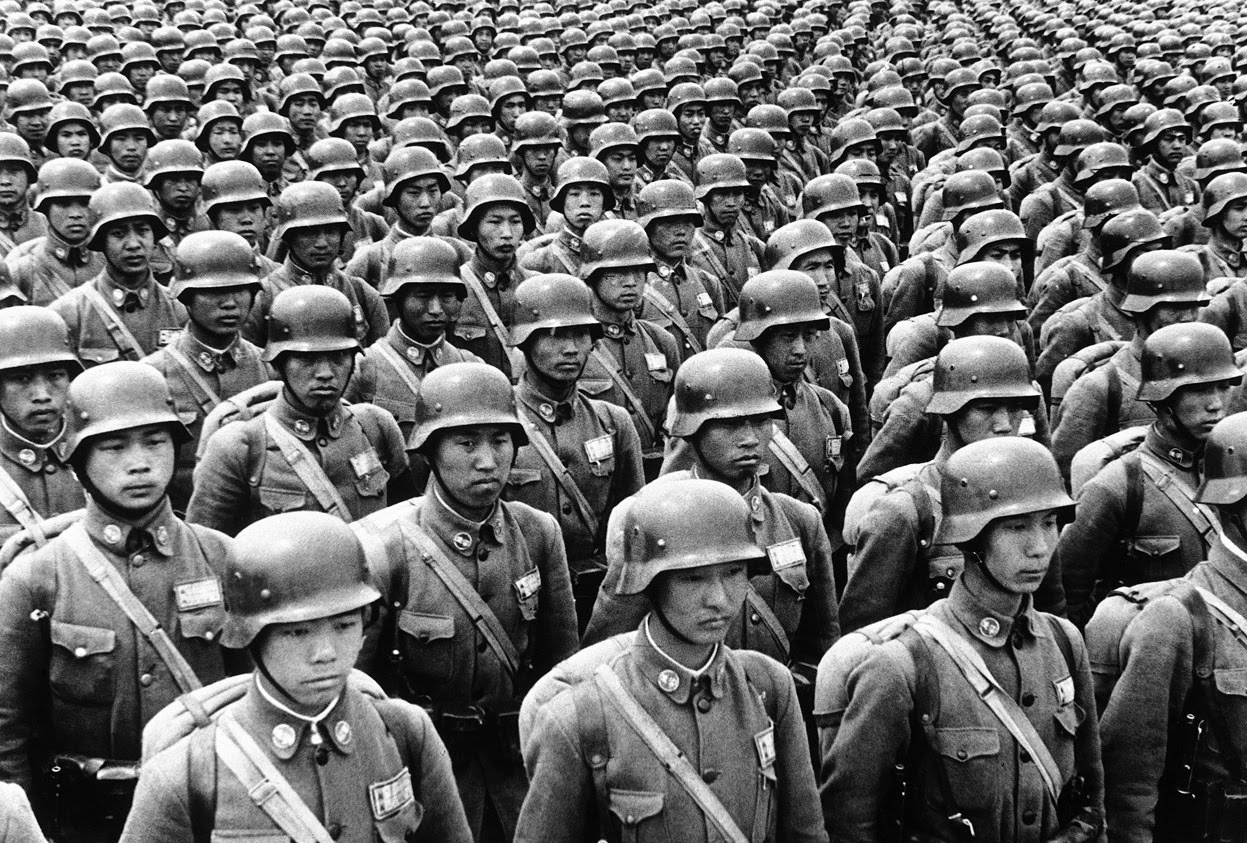
1938年的國民革命軍德械師

1946年國民革命軍戰鬥序列是1946年6月第二次国共内战爆发时的编制序列。1946年11月-12月召开制宪国民大會，制定《中华民国宪法》，行宪后军队改称中华民国国军。

## 戰鬥序列

### 国防部
- 国防部部長 白崇禧（1946.5.31-1948.6.3）、何应钦（1948.6.3-1948.12.22）、徐永昌（1948.12.22-1949.5.1）、何应钦(行政院院长兼1949.5.1-1949.6.12)、阎锡山（行政院院长兼1949.6.12-1950.1.31）、顾祝同（國防部参謀總長兼1950.1.31-1950.4.1）
- 国防部次长 林蔚（1946.5.31-47.6.24）、黄镇球(47.6.24-47.11.19)   郑介民(47.11.19-1950.3.20)
- 国防部次长 秦德纯（1946.5.31-1950.3.29)
- 国防部次长 刘士毅(1946.5.31-48.6.22)  萧毅肃(48.6.22-48.12.24) 黄杰（48.12.24-49.7.20） 刘咏尧（49.9.26-50.3.20）

- 国防部部长办公室主任：黎行恕（1946.7-1948.4未到职，由冯愆代理）、冯愆（1948.4-1948.6）、华振麟（1948.6-1948.8）、刘廉一（代理1948.8-1948.11）、劉詠堯（1948.11-1950.3）
- 参事室 汤尧
- 预算财务司长 闵湘帆（1946.10-1948.12） 杨忆祖。设2组，掌理监督及审核国防部的预算事宜。1949年8月裁撤，其业务并入国防部预算局。
- 法规司长 何孝元（1946.10-1948.12）钱詒士（1948.12）
- 军职人事司长 劉詠堯（1946.10-1948.11单位撤销）
- 文职人事司长 袁同畴（1946.12-1948.3单位撤销）
- 人力计画司长 戴高翔 赵学渊（1947.10-1948.12单位撤销）
- 工业动员司长  陈自强（1946.12-1949.1单位撤销）
- 土地及动员司长马崇六（1946.10-1948.5单位撤销）
- 征购司长 刘逸奇（1946.10-1949.6单位撤销）
- 民用工程司长 华振麟(1946.10-1948.6单位撤销) 邓树仁
- 特种计划司长 赵援(1946.10-1947.6单位撤销)
- 土地及建筑司长 马崇六 冯珩

### 参谋本部
- 参谋总长 陈诚（46.5.31-48.5.13） 顾祝同（48.5.13-50.3.25）
- 作战情报参谋次长 刘斐（46.5.31-48.12.24） 萧毅肃（48.12.24-50.3.1）
- 常务参谋次长 郭忏(46.5.31-47.5.28) 黄镇球(47.5.28-47.6.24) 林蔚（47.6.24-49.9.7）吴石(1949.10.29-1950.2.26)
- 军政参谋次长 范汉杰(46.5.31-46.7.2)郭寄嶠(46.7.2-46.10.29)方天(46.10.29-48.7.8)李及蘭（48.7.8-49.8.5）陈良（1949.8.26-1950.3.20)
- 总长办公室（厅）：主任郭忏（1946.6-1946.11）钱卓伦（1946.11），副主任车蕃如
- 第一厅长（人事）厅长钱卓伦（1946.6-1946.11） 於达（1946.11-1948.3） 毛景彪（1948.5），副厅长有徐汝誠（1946.6-1946.11）刘祖舜（1946.11-1947.3）刘云瀚（1946.11-1947.3）、苏时、张之珍、陈以忠、何志浩、蔡锡昌。地点在中山东路逸仙桥附近。主管原铨叙厅及军政部人事处的业务。厅内设办公室、总务组和4个处：[1]
  - 第一处（将官）：办理全国陆海空军将官人事业务。
  - 第二处（校官）：掌理全国陆海空军校尉官的人事；军官佐候补生的选拨、分配及军官学校毕业生的分发。
  - 第三处（军文）：掌理军用文官的人事事项。
  - 第四处（政策）：拟订人事方针、政策、计划与法规；审核军校受训人员的选拨；训练人事行政人员；军风纪的督导；规划实施官兵福利事项。
  - 第五处（服役）：拟订有关服役计划；规划、实施军官佐属退（除）役、退职、转业事宜。
- 第二厅长（情报）郑介民（1946.6-1947.12） 侯腾（1947.12-）。副厅长侯腾、张炎元、曹士澂、叶南、沈蕴存、钮先铭、魏大铭。
- 第三厅长（作战）张秉钧（1947年4月调升联勤副总司令）郭汝瑰（1947.3-1947.5） 罗泽闿（1947.5-1948.7) 郭汝瑰(1948.7-1949.1) 蔡文治(1949.1-1949.9)许朗轩（1949.9）。副厅长王镇、许朗轩、周芸繁、尹国祥。 下设战略处李树正、战术处许朗轩
- 第四厅长（后勤补给、美援分配）赵一肩(1946.6-1946.8未到差，喉癌病逝) 杨业孔(副厅长代理，真除1947.12-1948.5） 蔡文治（1948.8-1949.1）温鸣剑（1949.1-1949.8)赵桂森(1949.9)  副厅长杨业孔、洪懋祥、黄一华、张叙曾、宋达、唐名标。联勤总部负责执行第四厅的计划，将所需物品，运交到部队。实际第四厅及陆军总部第四署无法发挥作用 
  - 第一处（计划设施）：制订战区后勤计划编制及拟订陆海空军所需各项军事设施程序等事项；审核勤务部队编制表；审订并协调有关后勤原则、实施程序与编组的政策及指导方针。
  - 第二处（现行补给）：负责决定各单位的补给优先顺序及其补给基准；决定军队给养品、械弹、器材、被服、装具等的配置标准，并办理分配、补充，以及对武器、器材的统计事宜。
  - 第三处（生产、征购、营建）：拟订被服、装具基本配赋的基准；确定装备和补给所需物资及获得补给的分配；储藏政策；审订有关军需品生产的标准及优先顺序；审订国防物资和军需品征购计划；研究并决定有关国防、经济资源的利用；研拟有关国民经济、军需工业动员的政策；拟订国防军事设施程序事宜。
- 第五厅长（编制训练）厅长方天（1946.6-1946.11升次长）/郭汝瑰（1946.11-1947.3）/刘云瀚（1947.3-1948.5）/沈發藻（1948.7-1949.2）/吴鹤云（1949.5-1949.11）徐笙（1949.11）。副厅长郭汝瑰（1946.6-1946.11）刘劲持（1946.6-1947.11）徐汝诚（1946.11-1948.7）石隐（1948.7-1949）蒋翼辅（1949）。管原军政部军务署步兵司、骑炮司及军令部军训部的部分业务。少将副厅长刘劲持、徐汝诚。
  - 办公室：少将主任彭钟麟，少将副主任刘隽，设总务组组长欧阳家清上校、副组长吴泽民上校。
  - 第一处管编制装备整编。处长李汝和少将，副处长姚楷少将、卢集贤上校。设1科（裴治镕上校）、2科（周兆楷中校）
  - 第二处管训练演习。处长彭劢少将，副处长马涤心上校、谢连品上校
- 第六厅长（军事科学研究发展）厅长钱昌祚 副厅长吴钦烈、龚愚、陈荫鸿。 主要工作为研究雷达、红外线夜间瞄准仪及翻译国外军事科技书籍，有雷达部队等附属单位。
  - 第一处：拟订国防科学研究及发展计划；商榷与审核各机关团体或个人有关国防计划的建议；审订有关国防科学研究发展的法规及武器、器材和其他军用物品的标准与分类。
  - 第二处：搜集国内外科学发明或改良；技术情报的联络；与第二厅协同办理调查人员的派遣；对国防部所属各研究机关、公私研究机构或个人的联系、指导及其工作的协调；协同第一厅办理军用技术人员的审核。
  - 技术室：承办有关国防科学设施的研究与设计；特殊问题的专门研究；国防科学知识的灌输及分类的编纂；国防兵器的陈列与表演。
- 副官局长 陈春霖、1949.1萧西清、1949.6岳星明。  接管原军事委员会办公厅及军政部总务厅业务，各厅局的事务工作，如文件电报收发、翻译、打印、缮写、保管，官兵薪饷的领发，各项金钱的开支，必需物品的领购，服装的制做和换发，以及食住行各方面有关业务，都归副官局统筹办理。
- 兵役局长 徐思平（1946.6-1948.3）戴高翔（1948.3-1949.11）。副局长郑冰如、魏汝霖、吴鹤云、秦修好、李烈武、徐思贤。 主管士兵征补有关业务，下设三个处，比兵役署(有四个处近300人)少很多。抗战胜利后，国民革命军部队停止征兵约20个月。兵役局成立时的主要业务是重新划分师团管区，委派各级司令及参谋长等高级官员。
  - 第一处：承办拟订人力的利用计划；兵役管区之计划设置及实施工作之指导考核；起草兵役基本法令；编纂兵役书刊；兵役干部和预备干部之教育；战时军人之优待。
  - 第二处：承办征兵及战时后备兵员之动员、召集；常备兵、补充兵入伍的调拨、退伍归休、回役、转役等事项；管理士兵册籍的编制；教育补充兵及提议有关设备、预算。
  - 第三处：拟订审核后备部分的方针、法规、计划、立法和预算；办理国民兵及在乡军人的调查、组织、管理、训练及召集服役；核发退役军官佐薪饷；建立和维持后备事务；办理军用技术人员的调查、登记和征调服役。
- 预备干部管理局 局长彭位仁，副局长为贾亦斌 仿照美国新成立的单位。在美国预备干部局平时负责大学生军训，战时征集来充当下级军官军佐，在二战中曾发挥巨大作用。设三个处。预备干部局及新闻局归蒋经国控制。当时大学生军训无法进行，主要业务为青年军编组、训练、复员、转业、保送进大学读书等工作，此外军官总队15万人中年轻可用的，也归预备干部局安置，“还乡团”的组成也与该局业务有关。1946年8月6日，国防部将青年军复员管理处改组为预备干部管训处，掌理预备干部的编组训练及其退伍辅导，青年军复员管理处未了业务。设处长1人，副处长2人，处内置办公室和3个组。第一组：承办预备干部的教育、训练、召训；退伍及预备干部教育的视察、考核。第二组：承办预备干部的调查统计、福利、文化宣传、政治训练及已退伍的预备干部的教育辅导。第三组：承办该处的总务、人事、经理、交通、通讯等事宜。1947年4月1日，国防部预备干部管训处扩充改组成预备干部局，原第三组业务并入办公室。1949年3月10日，该局裁撤。
  - 第一处：承办预备干部的教育、训练、召训；退伍及预备干部教育的视察、考核
  - 第二处：承办预备干部的调查统计、福利、文化宣传、政治训练及已退伍的预备干部的教育辅导，增加了对预备干部的在乡管理
- 新闻局：前身为国民政府军事委员会政治部。局长邓文仪。副局长李树衢、卿汝楫、张彝鼎、张明。主管新闻报道、文娱活动等业务，下设三个处：分掌人事、宣传、教育，1948年增加第四处掌党务。国防部新闻局成立后，各军师的政治部都改为新闻处，政工队改为文工队，专办新闻报道、图书展览，识字教育，放映电影、演剧及体育等活动。顾祝同继任参谋总长后，又将新闻处恢复为政治处，并筹备成立国民党部，但未设政治副师长。1947年12月，国防部新闻局按蒋介石的指示，在南京召开团以上军队新闻工作检讨会议，强调以“对敌心理作战”为主要工作内容；会议期间在南京孝陵卫表演攻心战宣传品发射的实验；与会人员“眼见国军部队，军心涣散，士气消沉，而政工无能挽救狂澜，困心衡虑，更觉现行制度，实不足以应付来日大难”；蒋介石同意提高政工机构的权责，加强“绥靖”政务；会议决定将新闻局改为政工局。1948年2月23日，新闻局和民事局合并改组为国防部政工局。无论新闻局还是政工局，编制较抗战时的军事委员会政治部均大为缩小，“在解放军政治攻势下，很难发挥反击作用”。
  - 第一处（教育报导）：拟订有关军队生活的一般教育、技术教育及军属业务训练的教材；指导、考核各地军办公报与军事新闻通讯并相互供给新闻资料；搜集、编审和提供有关军中文化与娱乐的资料；协助各高级指挥官维持军纪；指导有关人员负责调查研究部队的心理、行为和态度。
  - 第二处（立法联络）：负责研究对国防部有关的立法案件并提出建议；办理对国防部利害攸关的立法悬案；与政府各院、部、会关于立法方面的联系与协调事项。
  - 第三处（社会关系）：负责与民众团体、新闻界保持密切联系；办理有关重要人员与国防部因公来往的招待，并对此项人员的来历与经历进行调查；研究国内外有关国防的报刊舆论，并提供参谋总长参考。
- 预算局长 赵志尧（1946.6-1948.12）张乃恒（1948.12-1949.8）。副局长纪萬德、孙忍安、朱济、王未之、曹振鹏。主管三军所需经费的编成分配及洽领业务，主要接管原军政部会计处的业务，由于恶性通货膨胀，预算局只是虚有其名。1949年8月29日，国防部预算局与联勤总部财务署并编为国防部预算财务署，署长吴嵩庆。
  - 第一处（计划）：拟订预算方针和程序及年度预算编制方法；审查汇编国防部所属各机关的初步预算；搜集、统计有关预算资料；审订各类给与标准；拟办预算立法与预算法规。
  - 第二处（编审）：承办审编单位预算；核签拨发款项；有关单位预算事实的调查；预算编审技术的改进等。
  - 第三处（执行）：审核预算执行报表；实地监督预算的执行情形；督导、视导各级预算业务；审编决算书表。
  - 第四处（会计统计）：承办预算帐籍之记载；编报预算表册；调查物价及填发款清册与通知。
  - 预算顾问委员会
  - 设计室。
- 史政局长 吴石（1946.6-1949.3）、蔡重江（1949.3）。副局长方昉、戴高翔、许高阳、张一为。 主管战史研究、编写印发等业务，下设两个处，主要接管原军令部第一厅第四处战术战史研究及战史编纂委员会业务，但地位提高，编制扩大了。美国顾问认为研究古今战史取得教训，要牵涉到武器装备及国民经济各个方面，业务很繁重。1947年6月20日，史料局更名为史政局。1949年10月16日，史政局缩编为国防部史政处，受参谋总长办公室监督、指导，处内设3个科和1个图书室，分别办理有关国防史、军事史、战史史料的搜集、整理、保管和编纂出版。1949年6月，史政处3科又改为3组。
  - 第一处（编审）：拟订并审核国防部所属机关、部队史料编纂的方针、程序、计划和各项规章；编译国防史、军事史、战史并审查有关图书出版物；编审军事学校和一般民众所需国防知识读物。
  - 第二处（行政）：承办国防史、军事史、战史资料、图书和文献的搜集、整理、保管，及必要的史籍资料之出版；拟订并审定国防部所属机关、部队、学校对上述史料的搜集、整理、审查、保管与编报之方针、程序、计划、法规，并负促进实施之责；搜集有关国防设施、战时措置、总动员的资料；辅助各军校的战史教育和普通学校的国防教育；联系有关学术机构及个人。
- 军法局长：刘慕曾（1946.9-1947.10） 徐业道（1947.10-）。副局长戴佛、卢益美、曹秉喆。是审判官兵抗命贪污犯法的机构。主要接管原军法执行总监部的业务，有法官、书记等10余人。前身为成立于1946年6月的国防部军法处，掌理全国军法行政、军事检察、裁判和处理战犯事项；处理国防部和军事机构有关法律上的建议。设处长1人，副处长2人，处内设办公室、战犯处理组和5个科。1947年10月7日，该处扩编为军法局，设局长1人，副局长2人，原处办公室改组为局办公室，并将各组、科扩充为处。1947年11月，国防部在全国各主要交通要点上海、沈阳、天津、徐州、广州等地设置军法执行部，直隶于国防部并受军法处（局）的指导，负责对辖区内军人犯有妨害军事运输、破坏铁路、走私、经商等违纪案件依法侦查、审讯、执行；对有上述行为之非军人犯由军法执行部依法侦查，并移送司法机关办理，但依法令应受军法审判的仍由该部审办；视情形需要及分派巡回组侦察案件。军法执行部配属宪兵若干，对辖区内宪兵部队、交通警察、铁路警察、水上警察、缉私队有指挥权。设主任1人，副主任1人，督察官3人，其他军法执行人员若干，由国防部军法处（局）、监察局、保密局和宪兵司令部从现职人员中选派。部内置办公室和2个处。　
  - 检查处：对军人犯罪或非军人依法应受军法审判的案件，依法行使军事检查权。
  - 审理处：依法审判军人犯罪案件，或非军人依法应受审判案件，并依法令程序执行。
  - 战犯处理组：设置审判战犯的军事法庭和拘留所；负责审议处理战犯的行政法规；调查战犯案件；建议各级军事法庭人员的任用。　　
  - 第一处（军法行政）：承办调整、设置各级军法机构；甄审、储育军法、监狱人员；保管国防部特许证和让渡执照。
  - 第二处（军事检察）：监督、指导全国军事检察官办理检证；检举军人犯罪；办理控告、侦查、通缉、撤缉；签发传票、拘票、搜票、羁押、勘验、对保及扣押物之处理、保管。
  - 第三处（审理）：承办军法案件裁判及各级军法机关受理的案件之提审、莅审；组织各级军法会审及复审；复议；宣告判决和办理军官佐惩罚登记。
  - 第四处（审核）：承办判决案件之审核及军事犯大赦、特赦、减免罪刑事项。
  - 第五处（监狱）：承办军人监狱和看守所之设置和人事管理；军事人犯之调役、假释和戒护、管理事项
- 宪兵司令部：司令为张镇，编制近百人。司令部地点在南京大功坊原卫戍总部旧址
- 总务局长 钱寿恒  前身为成立于1947年的国防部总务处，处长 张鹤龄 林斯孝 谌志立，掌理国防部交通管理、交际、消防、警卫、军风纪及其他一切总务事项。设处长1人，副处长2人，处内置办公室和2个组。1948年4月，总务处扩充为总务局。设局长1人，副局长2人。
  - 第一处：办理国防部物品供应、经理、出纳、管理及一切杂务事项。
  - 第二处：办理国防部交际、交通管理及警卫、消防和军风纪等事项。
  - 预算室
- 民事局长：余正东（1946.5-1947.4）王開化（1947.9-1948.2）。直属参谋总长。负责办理军事区内一切民事行政、民众组训及军法事宜。1948年2月23日，新闻局和民事局合并改组为国防部政工局。
  - 第一处：掌理军事区有关民事业务的计划及指导、考核；拟订军事区一切民事配合军事行动的计划及民众组训工作的设计与指导考核。
  - 第二处：掌理军事区财政金融、土地、物资、救济的指导、连络与考核；处理军民纠纷及设置军事法庭。
- 保安局：1946年6月新设，负责全国保安警察行政领导工作，并负责保安警察部队的改编、训练和装备工作，建立全国统一的制度和法规；地方治安有关情况之搜集整理与研究事宜；建议国防资源地区之警卫事宜；建议国军与保安队警卫及民众武力间之联系事宜。局长杜心如（1946.5-1947.4单位撤销）、唐纵（单位重建1947.12-）。副局长彭钟麟（1946年6月27日）、梁化中（1946年11月20日）。1947年12月，唐縱接任局长，施建康任副局长。把各省警务处与保安处合并改组成警保处，把警察和保安部队的领导权集中统一起来。1947年5月，第一批警保处长就职：云南警保处处长邱开基、浙江竺鸣涛、福建严泽元、湖南李树森、湖北杨啸伊、江西龚建勋。1948年1月保警合一,以国防部为主,以政府警察总署为辅。1952年1月蒋介石下令撤销警保处。
  - 第一处：承办保安部队编制、装备和训练计划并监督实施；与地方民众“自卫”武力保持联系；拟订对国防资源地区警卫及协同维持地方治安的计划与督导；建议军队与保安部队、警察和民众“自卫”武力相互间的联系等事宜。
  - 第二处：承办保安部队、地方治安、国防资源地区的警卫；地方民众“自卫”武力的调查统计及其与保安部队、警察、地方民众“自卫”武力联系之视导。
- 监察局长 彭位仁。副局长金德洋、冯剑飞。
  - 第一处（经济监察）：承办对装具、兵器、器材、营具等装备的监察；对给养、燃料、卫生和官兵福利的监察；对会计、出纳的监察；对人马点验、军事采购等的监察。
  - 第二处（行政监察）：承办对军事组织现况、行政效率和官兵生活的监察；办理官兵军风纪、操守及法规执行情况的监察；对作战、教育、训练的监察；关于档案、资料的汇辑、统计、检讨和研究事项。
- 测量局局长 晏勳甫、杜心如（杜心树，1947年4月起）。副局长万煜斌、黄香蕃。
  - 技术室：承办测量学术的研究和法规的编订；编审有关测量业务著作、译作。
  - 第一处：承办基本测量、地形测量和航空测量业务的规划、指导和考核。
  - 第二处：承办制图业务和测量教育的规划、指导、考核及测量物资的采购、管理、分配事宜。
- 保密局长 郑介民-48.2   毛人凤
- 民政局长 刘翔
- 政工局：1948年2月23日，新闻局和民事局合并改组为国防部政工局。仍以邓文仪为局长。中将副局长李树衢、张彝鼎，少将副局长张明。蒋介石令政工局编订《剿匪问答》，目的是让官兵知晓“为何而战，为谁而战”。无论新闻局还是政工局，编制较抗战时的军事委员会政治部均大为缩小，“在解放军政治攻势下，很难发挥反击作用”。1948年4月21日的《政工局组织规程》，政工局负责拟定并推进军事区内一切民事配合军事的行动计划。为配合戡乱建国总体战，政工局主要使命定为：“在充实军队政治工作，瓦解匪军之作战意志，加强绥靖地区政治工作，实施军事、政治、经济总体战的方略，借以集中力量，达成剿匪救民戡乱建国的使命。”5月，国防部召开绥靖政务研究会，研讨总体战推行办法。行政院根据前项决议与研究结论，并参酌实际需要，订定《绥靖区总体战实施纲要》，颁布实施，特别提出平均农地使用权、军人及遗族授田、组织合作或集体农场等条规，以实现耕者有其田。1948年6月4日《各级军事机关、部队、医院、学校政工(训导)纲领》发布，规定政工局除继续新闻局业务之外，1947年初划出新闻局的民事及康乐业务重新划归政工建制，并增加协同监察部队经理补给及军风纪事项等职权，派驻部队的各级监察官均由各级政工处指挥督导。部队新闻机构改换新的名称，级层系统依旧，分特种、甲种、乙种、丙种、丁种、戊种6级政工处。1949年11月，国防部政工局改组为总政治部。政工局内设
  - 局办公室
  - 调查统计室
  - 第一处：承办教育训练事宜。拟订教育训练计划；指导、考核各军事学校的训导工作；师、团管区和保安团队的政工工作；考核干部训练的计划、方针等事项。
  - 第二处：承办宣传事宜。掌理新闻报导与社会舆论情况的分析f心理战与对敌宣传；军事康乐与指导；有关涉及国防、军事书刊的出版发行等事项。处长谭计全（黄埔一期）/张六师/袁觐贤，拥有中国出版社、《中国时报》、《国防月刊》、《国防画报》、《士兵周刊》、《新风半月刊》。
  - 第三处：承办慰劳事宜。
  - 第四处：承办法制事宜。掌理法制研究与处理军民纠纷和设置军事法庭；战地经济计划的审议和督导；办理民众组训及军民合作事项；办理军政、社团联系与慰劳、救济等事项。
  - 第五处：承办民众组训事宜。办理干部组织的考核与生活训练；考核通讯与调查登记；搜集、研判政工情报与俘虏的管训等事项。河北省绥靖实验区。
  - 第六处：承办总务事宜。
  - 督察室
  - 研究室
  - 预算室
- 国民政府主席特派战地视察组/总统府特派战地视察组。[2]
  - 第1组：中将组长李觉(1947年7月鲁南第一兵团、青岛范汉杰兵团)/郑再新（驻济南，接受部队招待被撤职）/王然（济南战役被俘）/周建陶（1948.9驻青岛），视察官段伯宇、王然、严仲翔上校（周村战役阵亡）、王兴少将
  - 第2组：组长王梦龄、贺钺芳、胡素（汉口，视察九江指挥部、武汉行辕、16绥区，48.9调江西保安副司令）/刘伯龙（1948.9驻汉口，视察宋希濂第14兵团、霍揆彰第16绥靖区、宜昌沙市江防）。
  - 第3组（沈阳）中将组长毛定松/陈瑜（48.5代理）/柯遠芬(48.9)。视察官李克廷。少将组长兼第1兵团督察官萧树瑶（长春被俘）
  - 第4组（郑州）组长潘佑强/罗奇（调北平警备副总司令）/毛鸿藻（48.5代理）/龙韬（48.9视察孙元良16兵团、刘汝明4绥区、陈鼎勋12绥区，48.11撤退至蚌埠）。副组长戴传薪。视察官周芸繁
  - 第5组：中将组长蒋伏生/張翼揚代理/刘伯龙（开封）/张际鹏（淮阴，视察1、7绥区）/毛定松（48.9从沈阳调任淮阴，视察周喦1绥区、顾锡九江苏保安司令部、海州），少将视察官王梦龄。淮海戰地視察第五組長趙藹輝少将
  - 第6组：组长王劲修（信阳，视察5、13绥区，48.9调5绥区副司令）/张际鹏（48.9调任信阳，视察黄维12兵团、张轸5绥区、王凌云13绥区）
  - 第7组（驻徐州）组长李正先（视察徐州剿总、杜聿明2兵团、黄百韬7兵团、冯治安3绥区、李延年9绥区）。陈中和，少将视察官陈秀章、潘宇烈、少将视察官李以劻、周鏗
  - 第8组：中将组长周建陶（驻沙市、樊城，视察第15绥靖区、川陕边区)。徐州、河南商丘、安徽鹿邑、河南淮阳、襄樊等地;少将视察官贺知诗。襄樊战役后撤销改组，第14组改称第8组，组长王毅（1948年9月，驻锦州，视察范汉杰辽热冀边区司令部）。
  - 第9组(西安) 组长贺钺芳(48.5行为不检免职）/彭巩英（工作不力调回国防部部员）/赵蔼辉（48.9，视察西安绥署、裴昌会5兵团、董钊18绥区、高桂滋19绥区）。少将视察官马国荣1948年8月9日澄合战役被俘。中校视察官胡志毅宜川战役阵亡。
  - 第10组：组长萧劲少将(北平，视察北平剿总及张家口）/钟懿（行为不检、撤职查办，第10组撤销）。1948.9第15组改为第10组，组长潘华国（从蚌埠调北平）。少将视察官齐大斌1950年1月在昆明向解放军军管会报到学习。
  - 第11组：组长张际鹏/潘华国（合肥蚌埠，视察第8、11绥区）/覃異之（48.9蚌埠，视察李弥13兵团，夏威8绥区，48.12.2调首都卫戍副总司令，第11组撤并入第4组）;少将视察官张叔雅 李培 王建煌
  - 第12组：組長吳嘯亞（青岛），1948.9撤销改组，由第1组兼驻青岛；并由第16组改称第12组，组长萧劲（从北平调南京，视察京沪区驻军）。
  - 第13组：组长靳力三（商丘，视察整5军、第4、6绥区）48.9撤销。
  - 第14组：48.5组建。组长周开勲（驻锦州，48.9调滇西师管区司令）。少将视察官任平治
  - 第15组：48.5组建。组长王毅（涿州，调锦州第8组）。48.9改称第10组。
  - 第16组：48.5组建。组长赵蔼辉（南京，临时派遣）。48.9改称第12组。
- 国防部战地联络组(组长潘佑强)李则芬
- 国防部战地视察室主任 李亚农
- 国防部派驻东南军政长官公署战地视察组长丁敬海
- 陆军总司令 顧祝同(1946.5-1948.5) 余汉谋(1948.5-1949.2) 张发奎(1949.2-1949.7) 关麟征(1949.8-1949.12)
  - 副总司令：汤恩伯(1946.6-1948.8) 范汉杰(1946.6-1948.8) 孙立人(1948.8兼陆军训练司令) 關麟徵(1948.8-1949.8) 林柏森(1949.4-1949.11) 罗奇(1949.10) 汤尧(1949.10-1950.1.23) 钟纪(1949.11)
  - 参谋长：林柏森(1946.6-1949.8) 汤尧(1949.8-1949.10)
  - 副参谋长： 冷欣(1946.9) 张世希(1946.9)
  - 内设：办公室、总务处、副官处、工兵处、通信处、军械处、经理处、财务处、军医处、军法处、新闻处（1948年改政工处）、监察处、第一署（直辖单位校尉级人事）、第二署（情报、防谍）、第三署（作战）、第四署（后勤）、第五署（编制、动员、复员、训练）、第六署（兵器装备研发）、预算处（1948年增设）。
- 海军总司令 陈诚(参谋总长兼1946.5-1948.8)  桂永清(1948.8-)
  - 副总司令桂永清(1946.10.16-1948.8 代理总司令)
  - 参谋长周宪章（1946.6.29-1949.6） 宋锷（1949.6.14）
  - 副参谋长魏济民(1946.10-1947.3)高如峰(1947.4-1948.3) 宋锷(1948.3-1949.6.14) 马纪壮(1949.6-1949.11) 王天池（1949.11作战署长兼）
  - 内设：办公室、总务处、第一署（人事）、第二署（通信、情报、作战计划、动员、复员、编制配备、警备，署长宋锷1946.10.1-1947.4）、第三署（航政、航路、海道测量、气象、水上保安、军港港务，署长宋锷1947.4-1948.3）、第四署（舰艇、轮机、通信器材、枪弹、兵器、仪器、造船、修械、材料工具）、第五署（财务、粮服、燃料、军需物资、预算）、第六署（技术，1947年6月增设，署长柳鹤图）、医务处、军法处、新闻处（1948年4月改称政工处）、编纂处（1949年8月并入第五署）、副官处（1947年6月增设）、监察处（1947年6月增设）、通信处（1948年4月增设）、预算处（1948年4月增设，1949年8月并入第五署）、军眷管理处（1949年10月增设）。
  - 海军第一基地：上海。司令方莹少将。驻地高昌庙。民国36年改名为海军第一军区。司令董沐曾。管理江南造船所、海军上海工厂、海军上海医院（驻北四川路2181号；民国36年5月1日，改名海军第一医院）、上海补给站、弹药库、陆上警卫营、驻吴淞的第一巡防艇队(8艘快艇)、海军第一练兵营(驻复兴岛)。
  - 海军第二基地：1946年在青岛建立。司令董沐曾。1948年5月改称海军第二军区，司令高如峰、梁序昭。辖海防第一舰队、海防第二舰队（刘孝鋆）和刘公岛、烟台、长山岛3个巡防处及海军陆战队第一师、海军军官学校。
  - 海军第三基地（台澎），驻左营。
  - 海军第四基地：驻榆林港。
  - 江防舰队
  - 运输舰队
  - 海道测量局：驻上海枫林桥旧市府路140号
  - 海岸巡防处：驻上海江湾路公园坊123号
  - 各地造船所与海军工厂
  - 上海军械处：驻高昌庙
  - 各要港司令部
  - 海軍軍官學校：民国36年由上海高昌庙龙华路迁往青岛与中央海军训练团合并
  - 海军机械学校：民国36年年8月筹备，民国37年1月5日开始入伍训练，5月开课，修业4年。设造船、造机、工厂管理三个系。
- 空军总司令 周至柔
  - 副总司令王叔铭 毛邦初
  - 参谋长王叔铭兼
  - 副参谋长刘国运(1948.4-)
  - 内设：秘书室（1947年6月撤销）、第一署（设人事政策、人事业务2处）、第二署（设战斗情报、照相情报、反情报、技术情报、情报训练5处）、第三署（设作战、训练、飞行安全和防空4处。署长徐焕升）、第四署（设技术补给、一般补给、飞机修护、征购、交通5处）、第五署（设作战计划、组织计划、训练计划、工业计划4室）、副官处（1947年6月增设）、通信处、气象处、军法处、新闻处（1947年6月增设，1948.4改政工处）、防空处（1947年6月增设）、工程处、医务处（1947年6月改称军医处）、财务处、总务处、统计室、督察室（1947年12月改为督察处）、谘议室(首席谘议官张廷孟1948.3.1)、预算处。
  - 空军第一军区（驻沈阳）：司令张廷孟(1946-1948.3.1)/徐康良
  - 空军第二军区（驻北平）：司令徐康良
  - 空军第三军区（驻兰州、西安）：司令刘国运(1946-1948.4)/徐焕升，副司令龚颖澄/易国瑞，参谋长赖逊岩/洪养孚。[3]
  - 空军第四军区（驻汉口，1949年撤至衡阳）：司令罗机
  - 空军第五军区（驻重庆）：司令晏玉琮
  - 空军台湾地区指挥部：1947年2月1日成立。指挥官郝中和
  - 空军训练司令部：司令刘牧群/罗机/徐康良
    - 空军军官学校：杭州笕桥
    - 空军参谋学校：校长徐康良
    - 空军机械学校：四川成都
    - 空军通信学校：四川成都
    - 空军防空学校
    - 空军幼年学校

  - 空军供应司令部：1946年9月13日在上海海南路101号设立。司令王衡民，副司令郝中和，参谋长文士龙。
  - 第1大队(驻汉口，后迁北平)：辖第1、3、4、9中队。B-25C轰炸机。1948年起换装蚊式轰炸机。
  - 第2大队：轰炸机
  - 第3大队(驻徐州)：辖第7、8、28中队。P-51D野马式战斗机
  - 第4大队(驻北平)：辖第21、22、23中队。P-51D野马式战斗机
  - 第5大队(驻南京)：辖第17、26、27中队。P-51D野马式战斗机
  - 第6大队：1942年1月撤销该轰炸机大队。1945年10月1日重建第6大队，辖第5、18、19中队，接收日军的轰炸机及战斗机。1946年6月再度撤销该大队。
  - 第8大队：1944年8月1日撤销该“驱轰混合大队”。1945年3月1日重建，辖第33、34、35中队，接收B-24重轰炸机。大队长洪养孚
  - 第11大队（驻西安）：辖第41、42、43、44中队。1946年8月19日第42中队从南京领取新机返航西安时集体迷航迫降黄河滩损失全部12架飞机，该中队番号撤销。第41、43中队换装装备P-47D雷电式战斗机。第44中队装备P-40N。
  - 第1空运大队（驻南京）：1946年10月16日原空运大队改名为第一空运大队。辖第101、102、103、104中队。C-47运输机。1948年1月改名为第十大队。
  - 第2空运大队（驻上海）：1944年9月第2大队赴美换装B-25轰炸机。抗战胜利后在美改装C-46运输机。1946年5月1日大队番号改称空运第二大队，1948年再度更改为第二十大队。1946年10月16日成立。辖第2、6、11、30中队，装备C-46D运输机。1948年1月改名为第二十大队
  - 独立第12中队：1946年7月成立，驻四川遂宁。照相侦察机中队，装备9架P-38J侦察型号F-5E。队长方朝俊/时光琳。1946年3月移驻南京大校场机场，代号“镇海中队”“虎瞰中队”。1947年3月接收美军4架B-25轰炸机自行改装为航测机。
  - 伞兵总队：司令张绪滋。辖伞训团、轻装备团、补充团和伞兵炮兵营、第1、2、3伞兵大队及各直属营。
  - 通信总队
  - 气象总队
  - 防空部队
  - 地面警备司令部：司令万用霖。辖航空特务旅；空军警卫第1、第2旅；空军警卫第1、2、3、4团。
  - 航空工业局
- 联勤总司令：黃鎮球/1947.6郭懺
  - 副总司令：黄维(1946.6-1947.9) 陈良(1946.6-1948.3) 何世禮(1946.6-1949.9) 黃仁霖(1948.2-1949.9) 张秉钧(1947.4-1949.9) 郗恩绥(1948.2-1949.9)
  - 参谋长：赵桂森(1946.6-1948.2) 吕文贞(1948.2-1949.9)
  - 副参谋长：吴光朝(1946.6-1949.9) 曾庆集(1948.2-1949.9)

### 各剿匪总司令部、行辕、绥靖公署
- 徐州剿匪总司令部总司令 刘峙
- 华北剿匪总司令部总司令 傅作义
- 东北剿匪总司令部总司令 卫立煌
- 华中剿匪总司令部总司令 白崇禧
- 武汉行辕主任 程潜
- 北平行辕主任 李宗仁
- 广州行辕主任 张发奎 宋子文
- 东北行辕主任 熊式辉 陈诚
- 西北行辕主任 张治中
- 重庆行辕主任 何应钦 朱绍良
- 成都行辕主任 张群
- 西昌行辕主任 贺国光
- 太原绥靖公署主任 阎锡山
- 西安绥靖公署主任 胡宗南
- 重庆绥靖公署主任 朱绍良 张群
- 川康绥靖公署主任 邓锡侯
- 长沙绥靖公署主任 程潜
- 衢州绥靖公署主任 余汉谋 汤恩伯
- 广州绥靖公署主任 张发奎 宋子文 余汉谋
- 徐州绥靖公署主任 顾祝同 薛岳
- 郑州绥靖公署主任 刘峙 顾祝同
- 保定绥靖公署主任 孙连仲
- 川陕鄂边绥靖公署主任 潘文华
- 桂林绥靖公署主任 李品仙
- 贵州绥靖公署主任 谷正伦
- 云南绥靖公署主任 卢汉
- 福州绥靖公署主任 朱绍良

### 各绥靖区
- 南通第1绥靖区
- 济南第2绥靖区
- 贾汪第3绥靖区
- 开封第4绥靖区
- 信阳第5绥靖区
- 商邱第6绥靖区
- 淮阳第7绥靖区
- 合肥第8绥靖区
- 临沂第9绥靖区
- 兖州第10绥靖区
- 青岛第11绥靖区
- 新乡第12绥靖区
- 南阳第13绥靖区
- 阜阳第14绥靖区
- 襄阳第15绥靖区
- 咸宁第16绥靖区
- 常德第17绥靖区
- 西安第18绥靖区
- 陇东第19绥靖区

### 军事参议院
- 院长（28年-47年）李宗仁 唐生智 张景惠 张翼鹏 陈调元 李济深 龙云
- 副院长（1934年 设立）鲁涤平 王树常 张钫 于学忠

### 战略顾问委员会
47.5.12成立。
- 主任 何应钦 白崇禧 何应钦
- 委员于学忠 鹿钟麟 杨杰 陈济棠 陈绍宽 黄绍弘 刘峙 卫立煌 蒋鼎文 贺耀祖 何键 张发奎 熊式辉
- 48年加邹作华 万耀煌 刘士毅 唐式遵 刘茂恩 姚棕 孙蔚如 蒋光鼐 王东原 薛岳 唐生智 陈继承 刘建绪 王懋功 熊 斌
- 49年加黄琪翔 刘斐

## 联勤总部
根據美國駐華軍事顧問團團長魯克斯中將之推薦，參考美國國會統一美軍軍種後勤所進行之研究（美國國防後勤局），把原來軍政部負責征集、生產、存儲，後方勤務部負責分配、運輸、補給，改为統一後勤事權將後勤總部与軍政部的兵工署、軍醫署、軍需署合并，1946年6月1日在南京軍政部址設置“國防部聯合勤務總司令部”（簡稱'聯勤總部'）。1946年9月1日聯勤正式成立。
- 總司令黄鎮球中將
- 副總司令黄維中將、何世禮中將、陳良中將
- 參謀長趙桂森中將
- 副參謀長1—2人。
- 辦公厅：主任周彭赏（周搏风）
- 第1署（人事）
- 第2署（聯勤情報）
- 第3署（聯勤規劃、編制、監督和研究）
- 第4署（補給籌劃、實施、保管和國際物資的利用）
- 新聞處
- 監察處
- 軍法處
- 總務處
- 撫恤處
- 副官處
- 特種勤務署
- 運輸署（設督察、調度室各1個和技術委員會以及陸運、航運、鐵運、供應、訓練5個司）
  - 陆运司司长陈愚少将（黄埔六期）
- 通信署（設管訓、器材、技術3個司）
- 經理署（負責全軍糧秣、被服、裝具、軍馬的籌劃供給以及軍需工業和官兵福利等業務。設考核室、技術委員會和採購委員會以及生產、儲備、糧秣、馬政4個司）：署长陈良
- 兵工署（設綜核室、兵工委員會、技術顧問團以及財務、警務2個處和訓練、工業、研究發展、外勤、化學兵5個司）
- 軍醫署（設資料組和組訓、衛勤、供應、技術、榮善5個司）
- 財務署（設計劃室和收支、帳務、審核3個司。增設預算處、南京收支處和南京帳務審核處）。署长吴嵩庆，副署长陈庚华、程邦藻。
- 工程署（負責工程材料的籌劃，工兵部隊的建立，管理訓練和裝備、軍事建築、永久工事的籌建、管理、軍隊不動產的管理。設工兵、器材、營建、營產4個司）
- 联勤憲兵司令部

聯勤總部所屬12個供應局、5個補給區、2個港口司令部（秦葫、上海）、2個兵站、4個直屬庫。聯勤在各行轅、各綏靖公署設兵站總監部，下设兵站分監部、兵站支部、分站供應局、供應站，運輸、修理、通信、工程、衛生、教育、倉庫、監護等單位2600多個，總兵力70多萬人。
1947年6月，郭懺中將接任聯勤總司令職務。改為在重要戰區設補給區司令部。1949年，國軍在中南、西南、西北等大後方設立14個編練司令部，籌組二線兵團。聯勤總部也在這些地方設立第八-第十一補給區。
1949年4月，联勤总部遷往廣州。1949年8月17日，時任國防部部長閻錫山上將下達《撤銷聯勤總部併入國防部》命令。1949年8月31日聯勤裁撤，9月1日起業務由國防部第四廳承辦。
《后方勤务总司令部组织条例》规定“为分区补给起见，于重要地区分别设置补给区司令部，并于各战区分别设置兵站总监部、兵站分监部、兵站支部及站、所、库、队”。后按照美国顾问建议，全国改为十个补给区。 
- 联勤总部第一补给区：驻上海，後移駐南京，再移駐徐州。司令富文/朱鼎卿/唐肃少将（黄埔六期）。
  - 第21械弹库（九里山军火库）
- 联勤总部第二补给区：驻武漢，負責湖北、湖南兩個供應局
- 联勤总部第三补给区：驻
- 联勤总部第四补给区：驻
- 联勤总部第五补给区：驻北平。负责华北地区。
- 联勤总部第六补给区：驻沈阳。负责东北地区。司令郜子举
  - 第六粮秣厂：原为日本关东军奉天陆军粮秣厂。1949年后为沈阳市第一粮库。
- 联勤总部第七补给区：驻西安。负责西北地区。
- 联勤总部第八补给区：驻兰州。司令陈长捷中将。
- 联勤总部第九补给区：驻汉口。1948年9月1日由第九兵站總監部改組，司令朱鼎卿，副司令王中柱。驻汉口江汉路2号，下轄3個兵站分監部1個兵站支部、辎重汽车第九团、第十九团，独立汽车连、船舶运输队、警卫连各1个，4个美式轻武器装备的监护营，联勤设在武汉的被服总厂、蹄铁工厂、粮秣工厂、汽车修理工厂、船舶修造工厂、电信机械修造工厂等亦由其代管。1949年4月白崇禧派许高阳任司令）
- 联勤总部第十补给区：驻無錫，副司令汪维恒兼台湾供应局局长。后改称沪淞沪补给区
  - 台湾供应局
- 联勤总部第十一補給區：驻南昌
- 联勤还辖10个运输指挥部，14个供应局，101个供应局和369个兵站，拥有自己的运输机和运输队。